# Contarinia tiliarum
Espèce
Contarinia tiliarum est une espèce d'insectes diptères, responsable de galles sur les feuilles du tilleul.